# Bahnstrecke Kleinleipisch–Klettwitz Nord
| Ziel der Bahnlinie Kleinleipisch–Klettwitz/N |                     |                                                  |                                                  |
| Streckenlänge: | 11 km               |                                                  |                                                  |
| Spurweite: | 900 mm (Schmalspur) |                                                  |                                                  |
| Stromsystem: | 1200 V =            |                                                  |                                                  |
| Streckengeschwindigkeit: | 30 km/h             |                                                  |                                                  |
| |                     |                                                  |                                                  |
| \| \| \| \| \| \| \| \| vom Kraftwerk Plessa \| \| \| \| \| \| \| \| \| \| von Biotürme Lauchhammer \| \| \| \| 0,0 \| Kleinleipisch (Stw3)[1] \| Kleinleipisch (Stw3)[1] \| \| \| 0,5 \| Alte Grünewalder Straße \| Alte Grünewalder Straße \| \| \| 0,9 \| von Lauchhammer-Ost \| von Lauchhammer-Ost \| \| \| 1,7 \| Bbf Grünewalde (Stw5)[2] \| Bbf Grünewalde (Stw5)[2] \| \| \| 1,8 \| Bahnstrecke Tröbitz–Kleinleipisch \| 114 m \| \| \| 2,2 \| von Domsdorf \| 114 m \| \| \| 3,1 \| Graben \| Graben \| \| \| 5,1 \| Straße L60 \| Straße L60 \| \| \| 8,1 \| von Tagebau Klettwitz \| von Tagebau Klettwitz \| \| \| 8,3 \| Bbf Klettwitz (Stw106) \| Bbf Klettwitz (Stw106) \| \| \| 9,6 \| Graben \| Graben \| \| \| 11 \| Bbf Klettwitz-Nord (Stw104/2) \| Bbf Klettwitz-Nord (Stw104/2) \| \| \| \| \| \| \| \| \| Montageplatz, Verladung zur Deutschen Reichsbahn \| \| |                     |                                                  |                                                  |
| |                     |                                                  |                                                  |
| Strecke (außer Betrieb) |                     | vom Kraftwerk Plessa                             | vom Kraftwerk Plessa                             |
| |                     |                                                  |                                                  |
| Strecke (außer Betrieb) |                     | von Biotürme Lauchhammer                         | von Biotürme Lauchhammer                         |
| Dienststation / Betriebs- oder Güterbahnhof (Strecke außer Betrieb) | 0,0                 | Kleinleipisch (Stw3)                             | Kleinleipisch (Stw3)                             |
| Strecke mit Straßenbrücke (Strecke außer Betrieb) | 0,5                 | Alte Grünewalder Straße                          | Alte Grünewalder Straße                          |
| Abzweig geradeaus und nach links (Strecke außer Betrieb) | 0,9                 | von Lauchhammer-Ost                              | von Lauchhammer-Ost                              |
| Dienststation / Betriebs- oder Güterbahnhof (Strecke außer Betrieb) | 1,7                 | Bbf Grünewalde (Stw5)                            | Bbf Grünewalde (Stw5)                            |
| Abzweig geradeaus und von links (Strecke außer Betrieb) | 1,8                 | Bahnstrecke Tröbitz–Kleinleipisch                | 114 m                                            |
| Abzweig geradeaus und nach links (Strecke außer Betrieb) | 2,2                 | von Domsdorf                                     | 114 m                                            |
| Brücke über Wasserlauf (Strecke außer Betrieb) | 3,1                 | Graben                                           | Graben                                           |
| Strecke mit Straßenbrücke (Strecke außer Betrieb) | 5,1                 | Straße L60                                       | Straße L60                                       |
| Abzweig geradeaus und nach rechts (Strecke außer Betrieb) | 8,1                 | von Tagebau Klettwitz                            | von Tagebau Klettwitz                            |
| Dienststation / Betriebs- oder Güterbahnhof (Strecke außer Betrieb) | 8,3                 | Bbf Klettwitz (Stw106)                           | Bbf Klettwitz (Stw106)                           |
| Brücke über Wasserlauf (Strecke außer Betrieb) | 9,6                 | Graben                                           | Graben                                           |
| Dienststation / Betriebs- oder Güterbahnhof (Strecke außer Betrieb) | 11                  | Bbf Klettwitz-Nord (Stw104/2)                    | Bbf Klettwitz-Nord (Stw104/2)                    |
| |                     |                                                  |                                                  |
| Strecke (außer Betrieb) |                     | Montageplatz, Verladung zur Deutschen Reichsbahn | Montageplatz, Verladung zur Deutschen Reichsbahn |

Die Bahnstrecke Kleinleipisch–Klettwitz Nord war eine schmalspurige elektrische Förderbahn der Lausitzer Grubenbahn mit 900 mm Spurweite.
Die Strecke berührte die heutigen Ortsbereiche von Lauchhammer, Kleinleipisch, Grünewalde und Lichterfeld. Sie endete dort bei dem Tagebau Klettwitz-Nord am Montageplatz der Förderbrücke F 60 und anderen Tagebaugroßgeräten, dem Standort des heutigen Besucherbergwerkes Abraumförderbrücke F60. Gebaut wurde die Strecke, um die im Umfeld vorhandenen Verbraucheranlagen mit Kohle zu versorgen. Sie bestand von 1952 an, dem Start des Betriebes der Großkokerei Lauchhammer, bis Ende 1992. Sie wurde danach vollständig abgebaut.

## Geschichte

### Entstehung

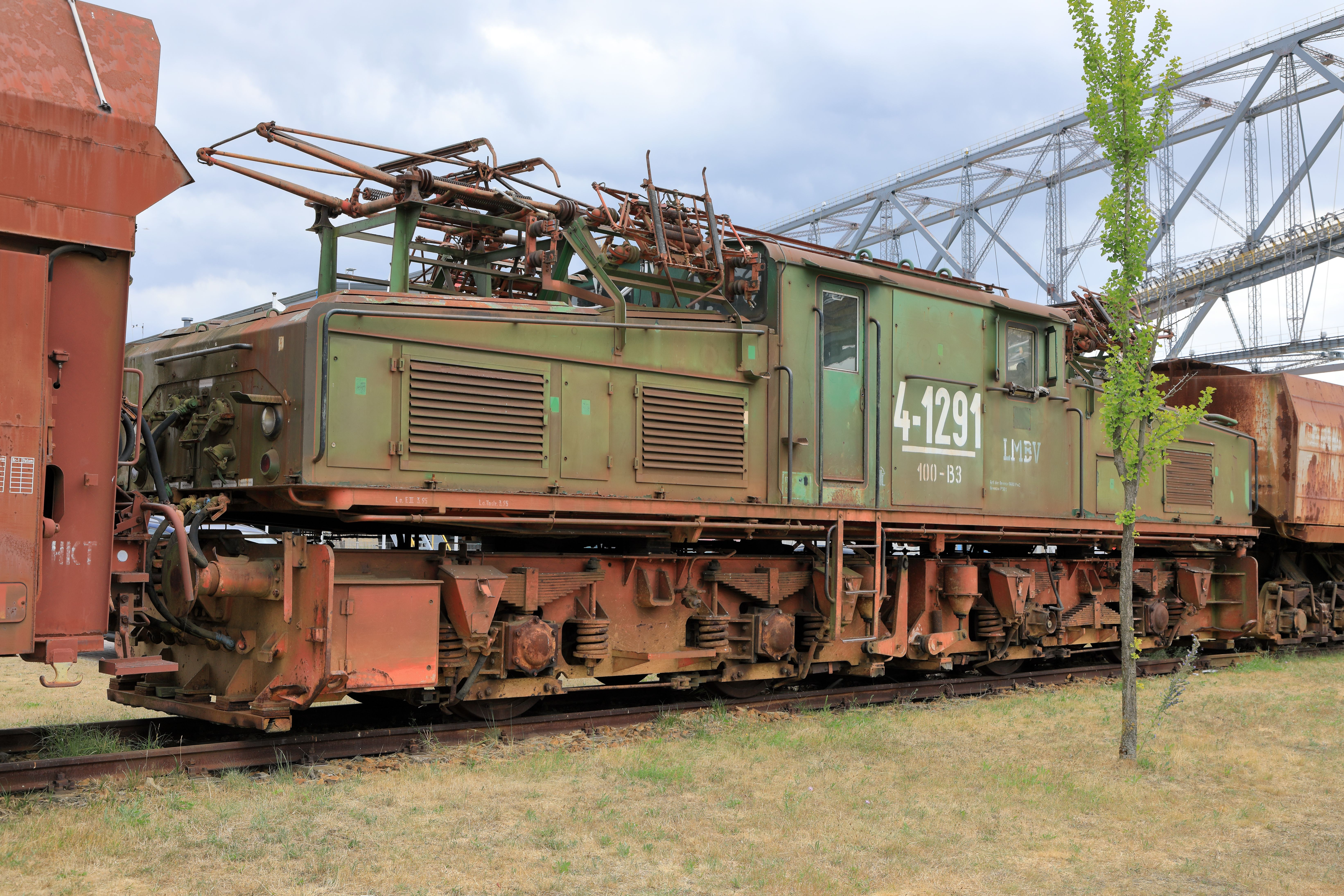
Erhaltene Lokomotive vom Typ LEW EL 2 beim Besucherbergwerk Abraumförderbrücke F60

Ihren Anfang hatte diese Zweigstrecke der Lausitzer Grubenbahn schon im Jahr 1916, als mit der Abraumbahn Abraum vom Tagebau Koyne nach Grünewalde gefördert wurde. Später folgte die Abbaurichtung nördlich zum 1942 eröffneten Tagebau Kleinleipisch.

### Erweiterung nach dem Zweiten Weltkrieg

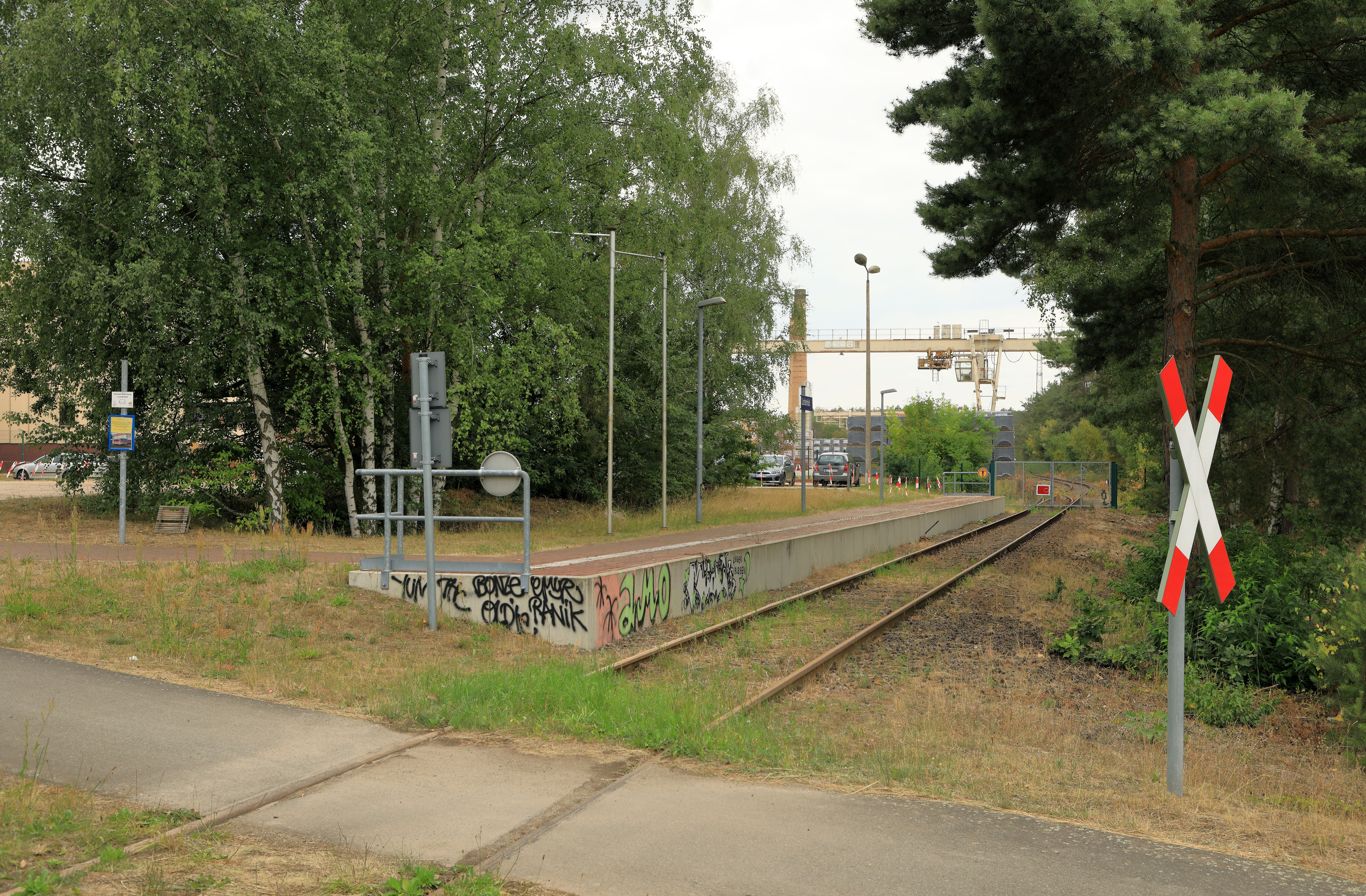
Heutiger Haltepunkt Lichterfeld mit Blick auf Gleisanlagen zur Kohlebahn

Nach dem Zweiten Weltkrieg waren große Veränderungen in der Braunkohleförderung erforderlich. Der Anlass für den weiteren Braunkohlebedarf bildete die Produktion der Großkokerei Lauchhammer, die große Mengen von Braunkohle benötigte. Daher wurde die Kohlebahn bis zum Tagebau Klettwitz verlängert, sie verlief durch vorher abgebaggertes Gebiet des Tagebaues Kleinleipisch bis zum Standpunkt des späteren Stellwerkes 106. Vom Stellwerk 106 gingen Abraumstrecken in das Gebiet des Tagebaues Klettwitz ab. Im Bahnhof Stellwerk 106 gab es 1990 mehrere gemischtspurige Gleise, die vom Abbaugebiet kamen. Nach 1965 folgte die schmalspurige Förderstrecke der Abbaurichtung des Tagebaues bis zum südlichen Ende des Tagebaues Klettwitz-Nord und erreichte analog der Abbauzeitfolge um 1970 ihren Endpunkt nahe Lichterfeld (Stellwerk 104/2). Am Stellwerk 104/2 gab es einen Anschluss an die Deutsche Reichsbahn in Lichterfeld in Normalspur, der die nördlich befindliche Schmalspurstrecke des Klinkerwerkes Lichterfeld kreuzte. Der Anschluss zur Bandverladung Klettwitz Nord war gemischtspurig ausgeführt. Auch der Anschluss zum Montageplatz Klettwitz Nord war in Normalspur gehalten, außerdem gab es im Bahnhofsbereich mehrere gemischtspurige Gleise. Die Strecke von Kleinleipisch bis zum Endpunkt Stellwerk 104/2 war durchgängig schmalspurig ausgeführt.
Die Oberleitungsspannung war während der Zeit der DDR auf 1200 V Gleichspannung standardisiert, die Züge mit Lokomotiven der Bauart LEW EL 3 bespannt. Diese beförderten Kipper-Kohlewagen der Gothaer Waggonfabrik mit einem Fassungsvermögen von 56 Kubikmetern.

### Gegenwart

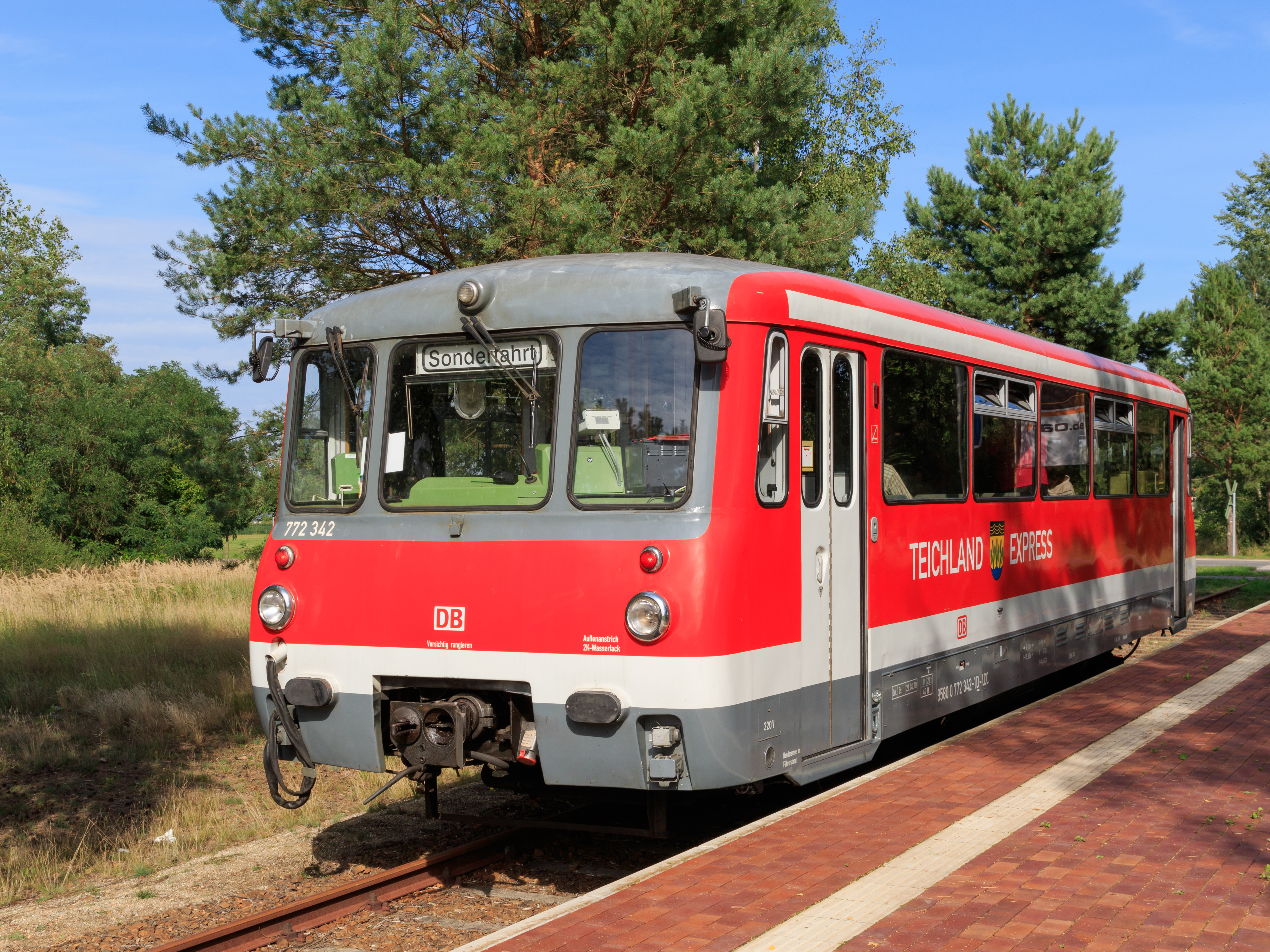
Teichlandexpress im ehemaligen Bahnhof Lichterfeld (EE)

Durch den plötzlichen Absatzrückgang ab Herbst 1990 wurde die gerade neu gebaute Bahnstrecke entbehrlich. Ende 1992 wurde der letzte schmalspurige Kohlezug im Tagebau Klettwitz Nord beladen. Danach wurden die Gleise abgebaut. Die folgenden Rekultiverungsarbeiten wurden von normalspurigen Zügen aus der Gegend von Senftenberg durchgeführt. Seit 1998 ist das Besucherbergwerk Abraumförderbrücke F60 zugänglich. Auf dem Ausstellungsgelände ist eine Lokomotive der Baureihe LEW EL 2 mit dazugehörigen Transportwagen sowie Transportwagen und Begleitwagen der Abraumförderbrücke sowie eine Gleisrückmaschine ausgestellt. Der ehemalige normalspurige Bahnhof Lichterfeld wird seit 2016 wieder als Haltepunkt von Finsterwalde her zum Besucherbergwerk im Sonderverkehr betrieben. Von der Schmalspurbahn zum Klinkerwerk Lichterfeld sind noch Gleisreste von der Straße aus einzusehen.
Von der ehemaligen schmalspurigen Bahnstrecke, die unmittelbar neben der heutigen Straße Lauchhammer–Finsterwalde lag, ist nichts mehr zu sehen.